# Santi Simone e Giuda Taddeo a Torre Angela (församling)
Santi Simone e Giuda Taddeo a Torre Angela är en församling i Roms stift, belägen i zonen Torre Angela och helgad åt de heliga apostlarna Simon och Judas. Församlingen upprättades den 4 april 1961 genom dekretet Qua celeritate av kardinalvikarie Clemente Micara. 

Församlingen förestås av stiftspräster.
Till församlingen Santi Simone e Giuda Taddeo a Torre Angela hör följande kyrkobyggnader och kapell:
- Santi Simone e Giuda Taddeo a Torre Angela, Via di Torrenova 162
- Cappella dell'Oratorio della Madonna dei Lumi, Via Chirone 27
- Cappella dello Spirito Santo delle Canonichesse Regolari Lateranensi, Via di Torrenova 255
- Cappella della Scuola Paritaria Maria Immacolata, Via Giovanni Rizzi 15
- Cappella dell'Oratorio Pier Giorgio Frassati, Via Giovanni Artusi 98
- Cappella dell'Oratorio di Santa Maria Maddalena agli Arcacci, Via Trinitapoli 88

## Institutioner inom församlingen
- Scuola dell’infanzia delle Figlie di Gesù a Torre Angela
- Scuola paritaria Maria Immacolata
- Monastero dello Spirito Santo delle Canonichesse Regolari Lateranensi
- Comunità delle Suore della Piccola Missione per i Sordomuti
- Comunità delle Serve di Maria, Vergine Madre

## Kommunikationer
- Tunnelbanestation – Roms tunnelbana, linje  Torre Angela